# فرودگاه کری لیک
فرودگاه کری لیک (به انگلیسی: Carey Lake Airport) یک فرودگاه خصوصی است که یک باند فرود شن دارد و طول باند آن ۹۶۶ متر است. این فرودگاه در کشور کانادا قرار دارد و در ارتفاع ۲۵۵ متری از سطح دریا واقع شده‌است.